# André Jouany
André Jouany, né le 24 novembre 1925 à Nègrepelisse (Tarn-et-Garonne) et mort le 4 janvier 2003 dans la même commune, est un homme politique français.

## Détail des fonctions et des mandats
Mandats locaux
- 1953 - 1959 : Maire de Nègrepelisse
- 1959 - 1965 : Maire de Nègrepelisse
- 1971 - 1977 : Maire de Nègrepelisse

Mandat parlementaire
- 28 août 1978 - 1er octobre 1986 : Sénateur de Tarn-et-Garonne